# Kvarteret Musketören

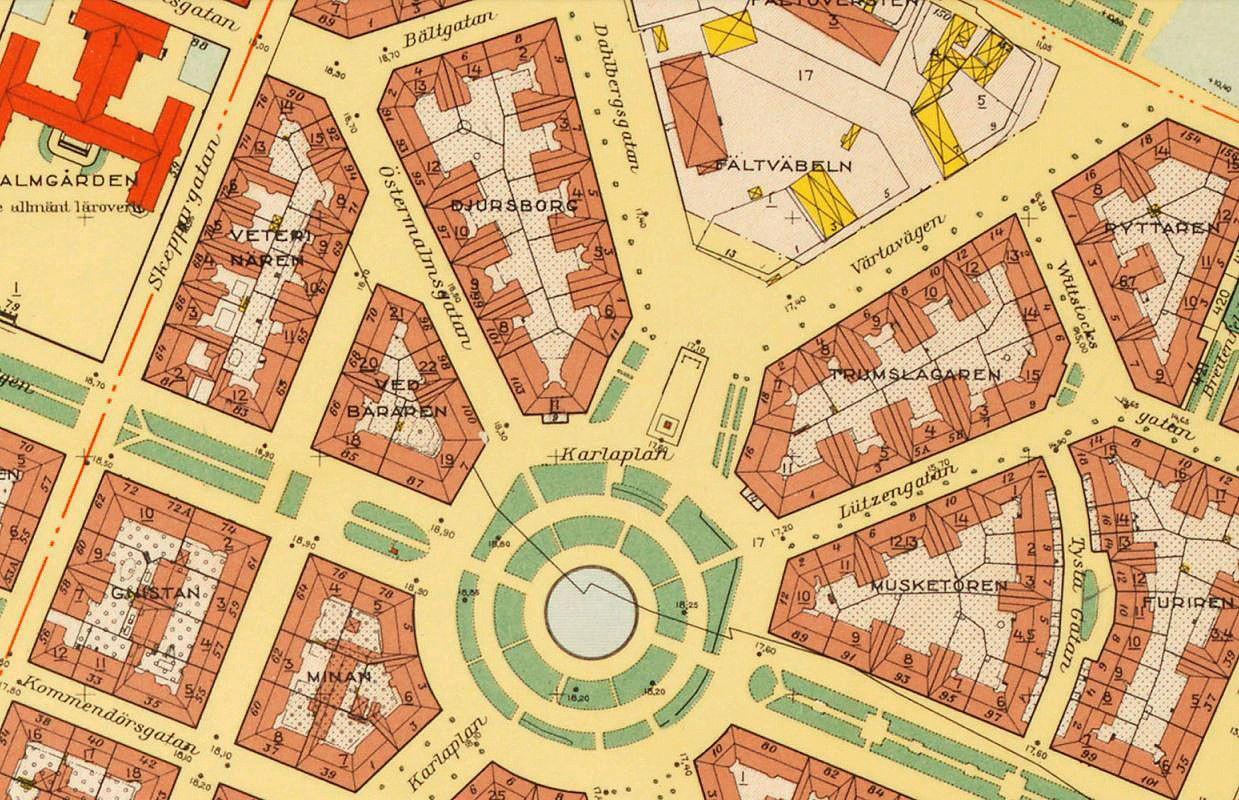
Kvarteret Musketören nere till höger, 1938.

Kvarteret Musketören ligger på Östermalm i Stockholm. Kvarteret omges av Karlaplan i nordväst, av Karlavägen i söder, av Lützengatan i norr och av Tysta gatan i öster. Inom kvarteret finns flera kulturhistoriskt värdefulla byggnader.

## Historia

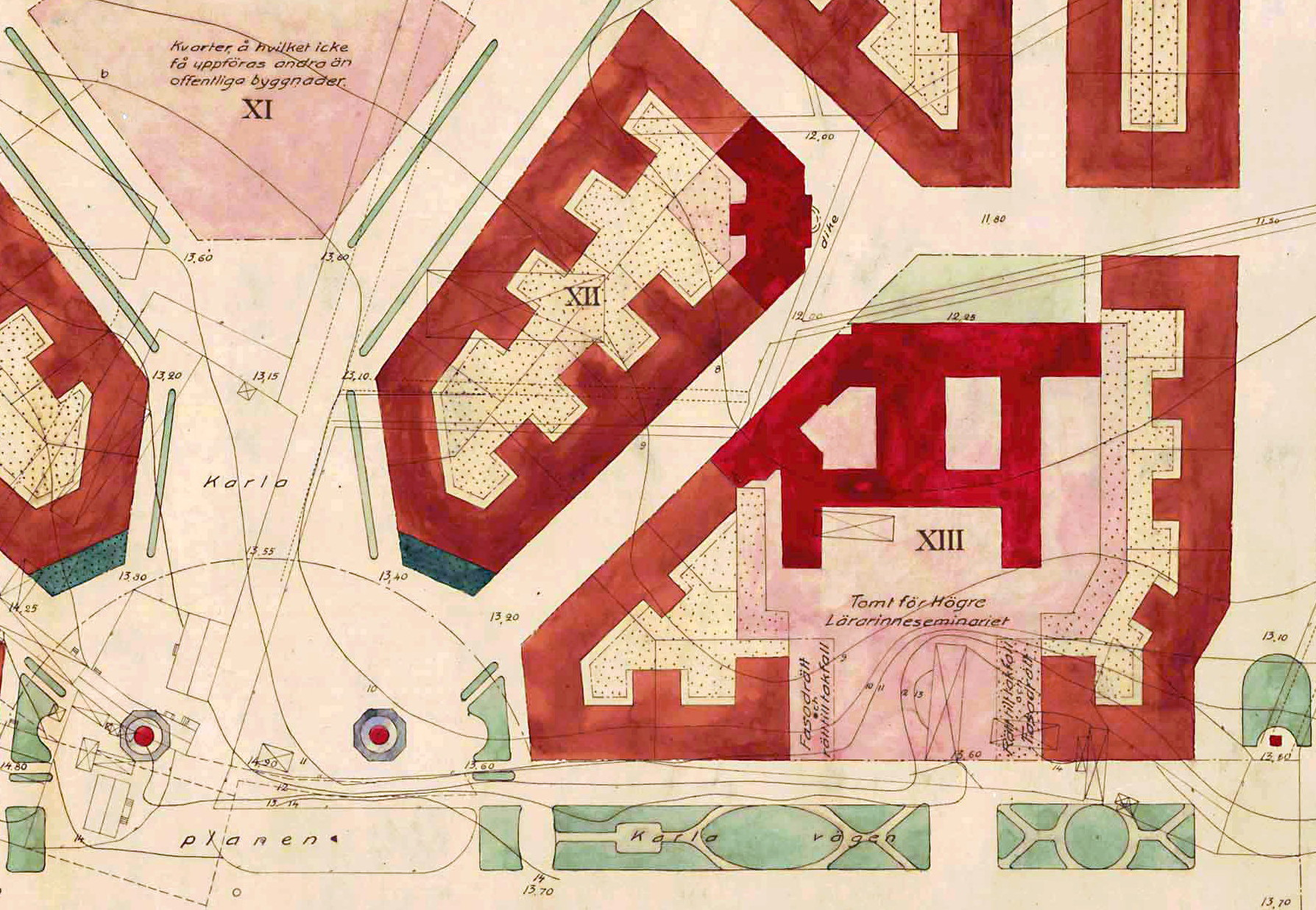
Musketören (XII), del av stadsplan 1911.

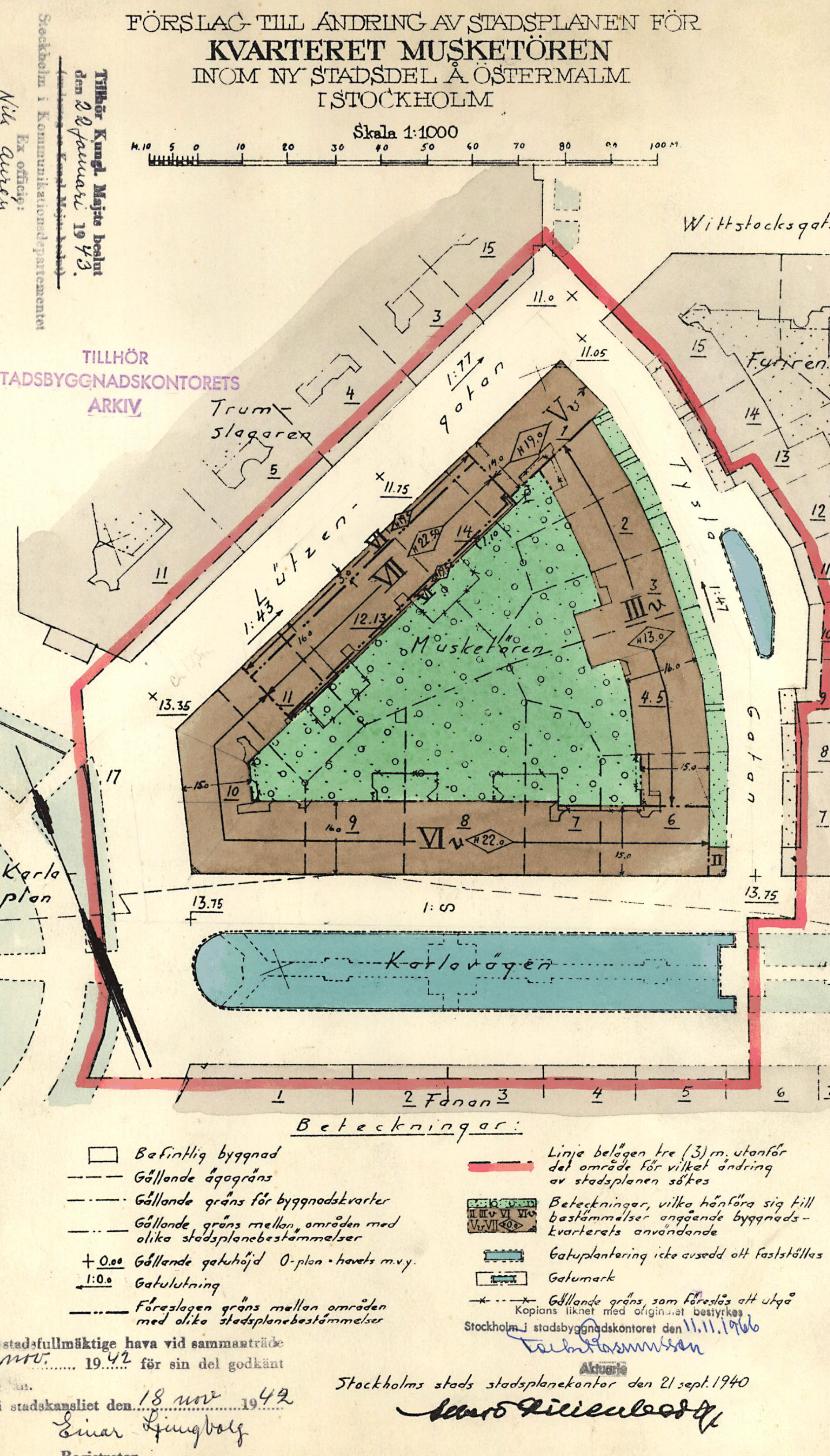
Stadsplan 1943.

Musketören är ett av åtta kvarter som ligger kilformat runt Karlaplan. Kvarteret bildades i samband med att området norr om Karlaplan stadsplanerades på 1910-talet. I mitten av 1910-talet upprättade arkitektkontoret Hagström & Ekman ett förslag till monumental bebyggelse för hela norra delen av Karlaplan. Det var dock bara ett av dessa hus som uppfördes, nämligen Musketören 10 på kvarterets västra avslutning mot Karlaplan. 
På ett förslag upprättat 1911 av stadsplanearkitekten Per-Olof Hallman och stadsingenjören Herman Ygberg framgår att det då fortfarande namnlösa kvarteret (nummer XIII på planen) var betydligt större än idag och inkluderade även nuvarande grannkvarteret Furiren. Stadsplanen föreskrev genomgående stora tomter för sexvåningshus med stora lägenheter. Mitt i kvarteret hade stadsplanerarna tänkt sig en offentlig byggnad som rubriceras Tomt för Högre Lärarinneseminariet. 
I samband med första världskriget minskade intresset för stora byggprojekt och en ny, mera moderat stadsplan med mindre tomter och lägre hushöjd togs fram. Kvarteret kom även att delas av den nyanlagda Tysta gatan i Musketören i väster och Furiren i öster vilket 1915 beslöts i Stockholms stadsfullmäktige i en ny stadsplan. Högre lärarinneseminariet flyttade aldrig hit utan stannade kvar i sin byggnad på kvarteret Riddaren. 
Kvartersnamnet Musketören tillhör samma kategori militärrelaterade namn som Furiren, Fältöversten, Ryttaren, Trumslagaren och Fänriken vilka tillkom 1915 och inspirerades av den närbelägna Garnisonen. Nu gällande stadsplan fastställdes 1943.

## Bebyggelse
Musketören delades i 12 fastigheter, där två är dubba fastigheter (4/5 och 12/13). Indelningen är idag fortfarande den samma som den ursprungliga. Bebyggelsen mot Tysta gatan tillkom mellan 1916 och 1925 och bestod till en början huvudsakligen av enfamiljshus i 3½ våningar med en liten lägenhet för husets gårdskarl eller portvakt. Hörnhusen mot Karlavägen respektive Lützengatan uppfördes på 1920-talet och är högre flerfamiljshus. Bland arkitekterna märks bland andra Cyrillus Johansson, Gustaf Adolf Falk, Fredrik Lidvall, Höög & Morssing och August Palmér. Musketören 10 uppfördes 1916–1919 efter ritningar av arkitektkontoret Hagström & Ekman.
Samtliga byggnader längs Tysta gatan bedöms av Stadsmuseet i Stockholm ha "synnerligen höga kulturhistoriska värden" och är blåmärkta. Alla övriga hus i kvarteret är grönmärkta av Stadsmuseet vilket betyder att de anses vara "särskilt värdefulla från historisk, kulturhistorisk, miljömässig eller konstnärlig synpunkt". I Musketören 6, hörnhuset Karlavägen 97 / Tysta gatan 1 hade Axel Hirsch sin bostad på 1950-talet.

## Bilder, byggnader i urval

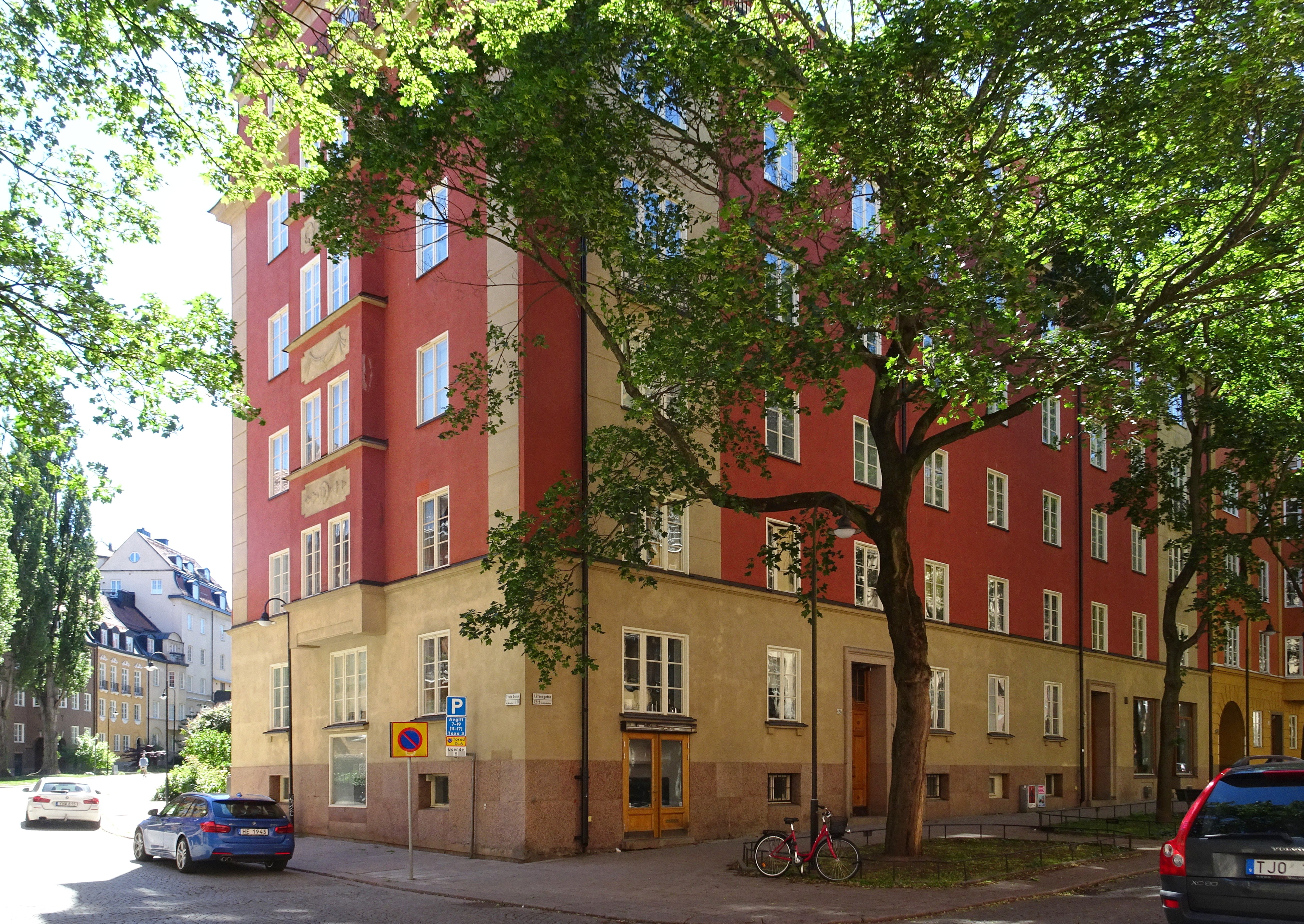
Musketören 1 (Tysta gatan 11/Lützengatan 12
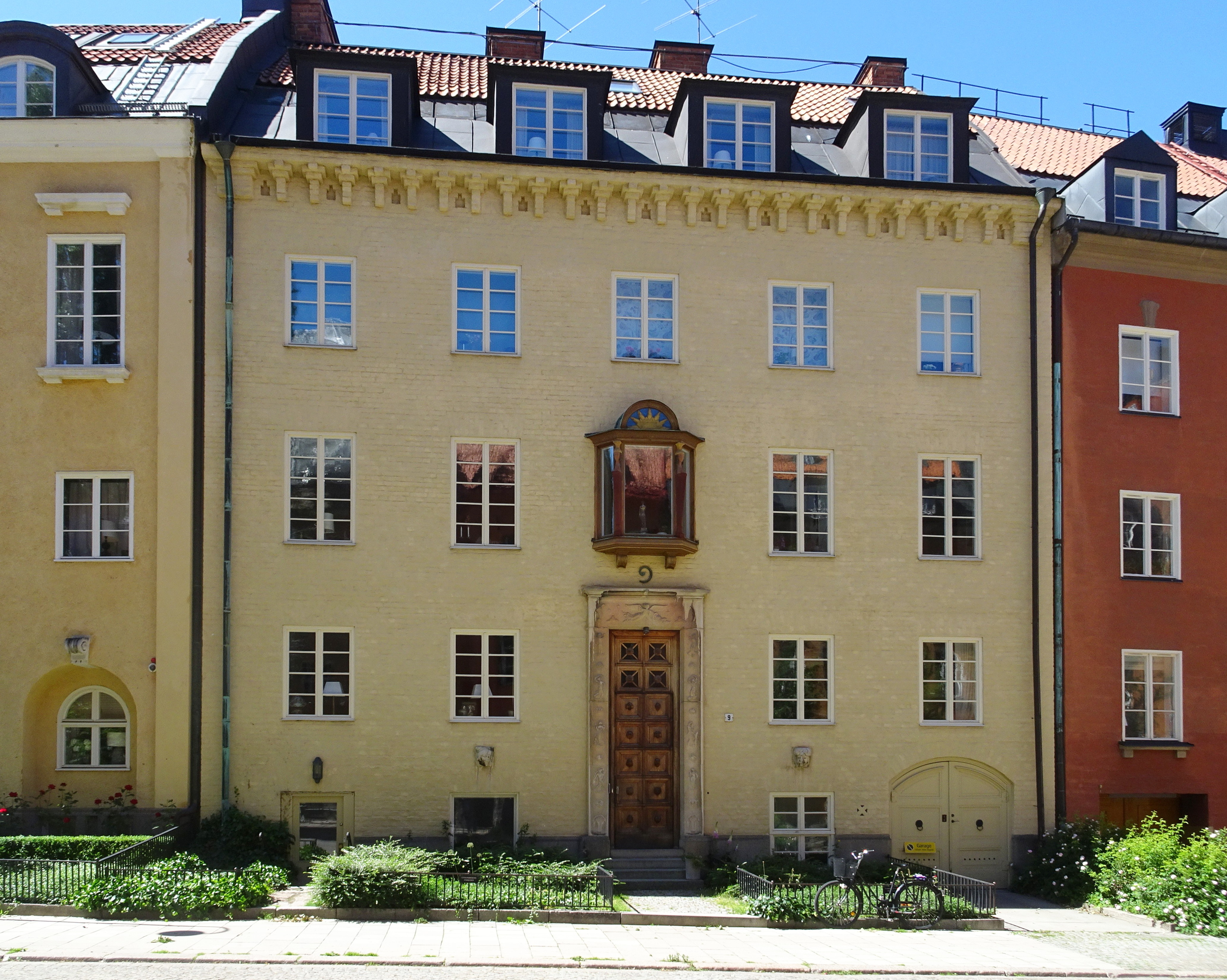
Musketören 2 (Tysta gatan 9).
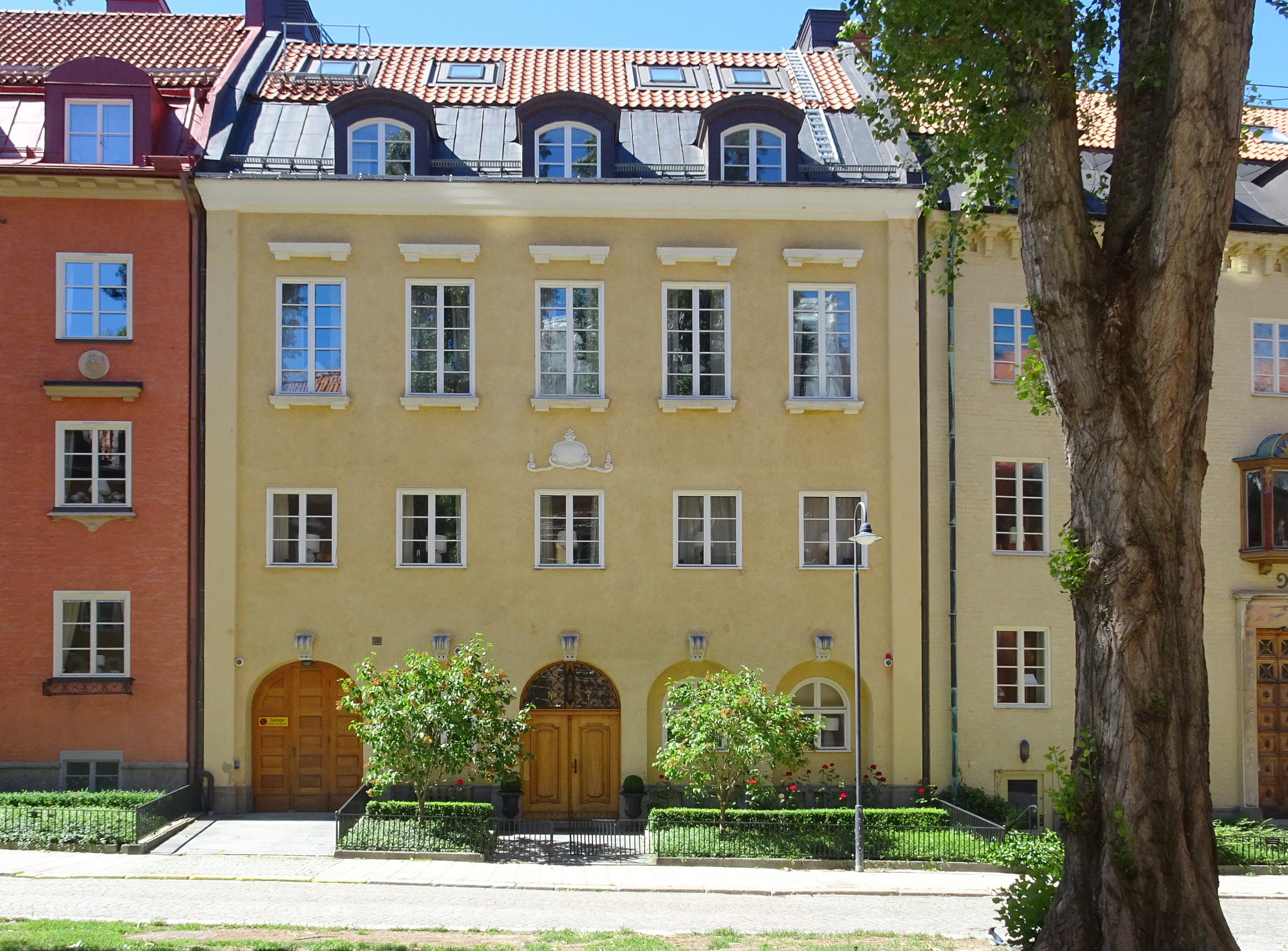
Musketören 3 (Tysta gatan 7).
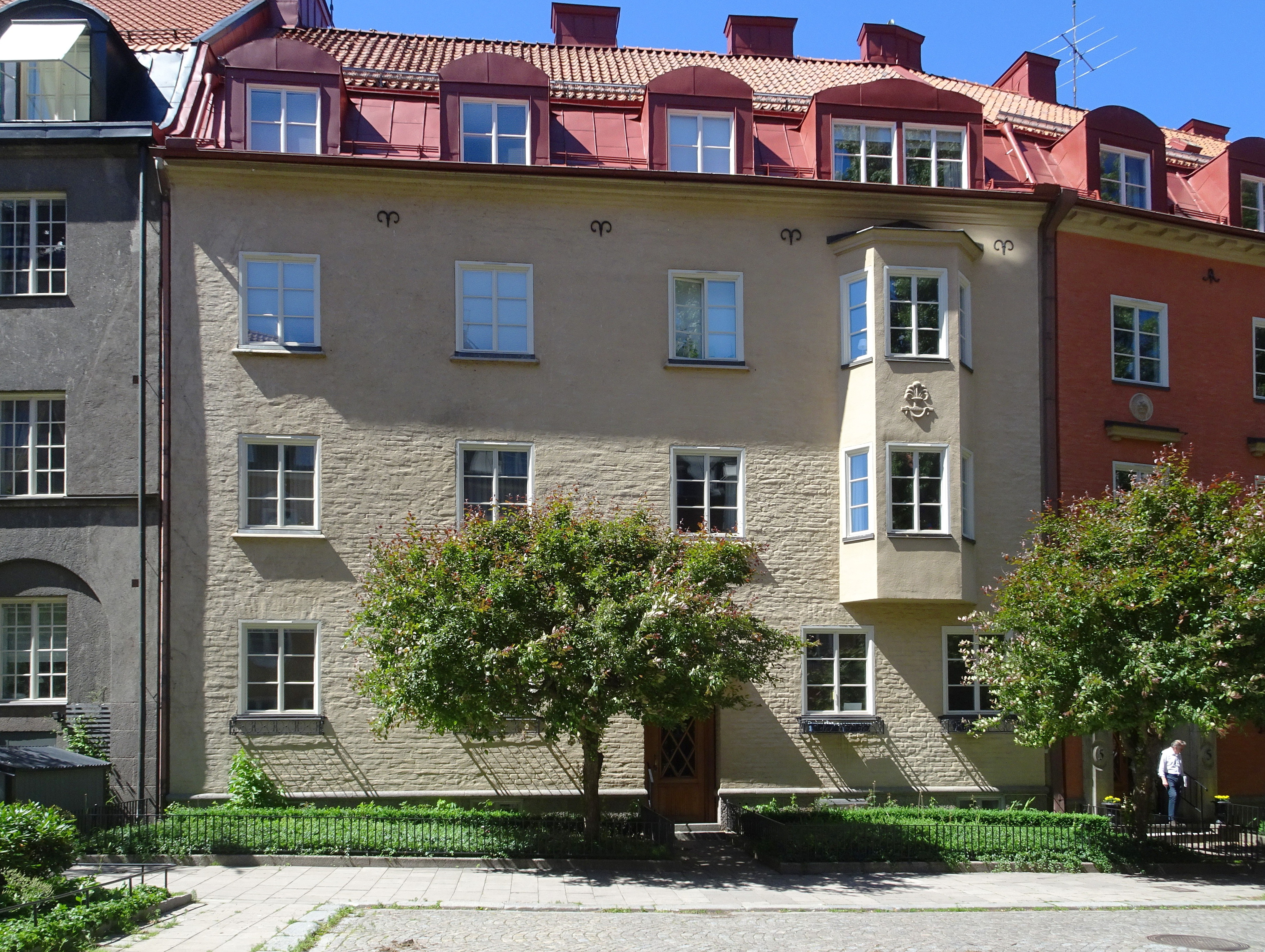
Musketören 4 (Tysta gatan 3).

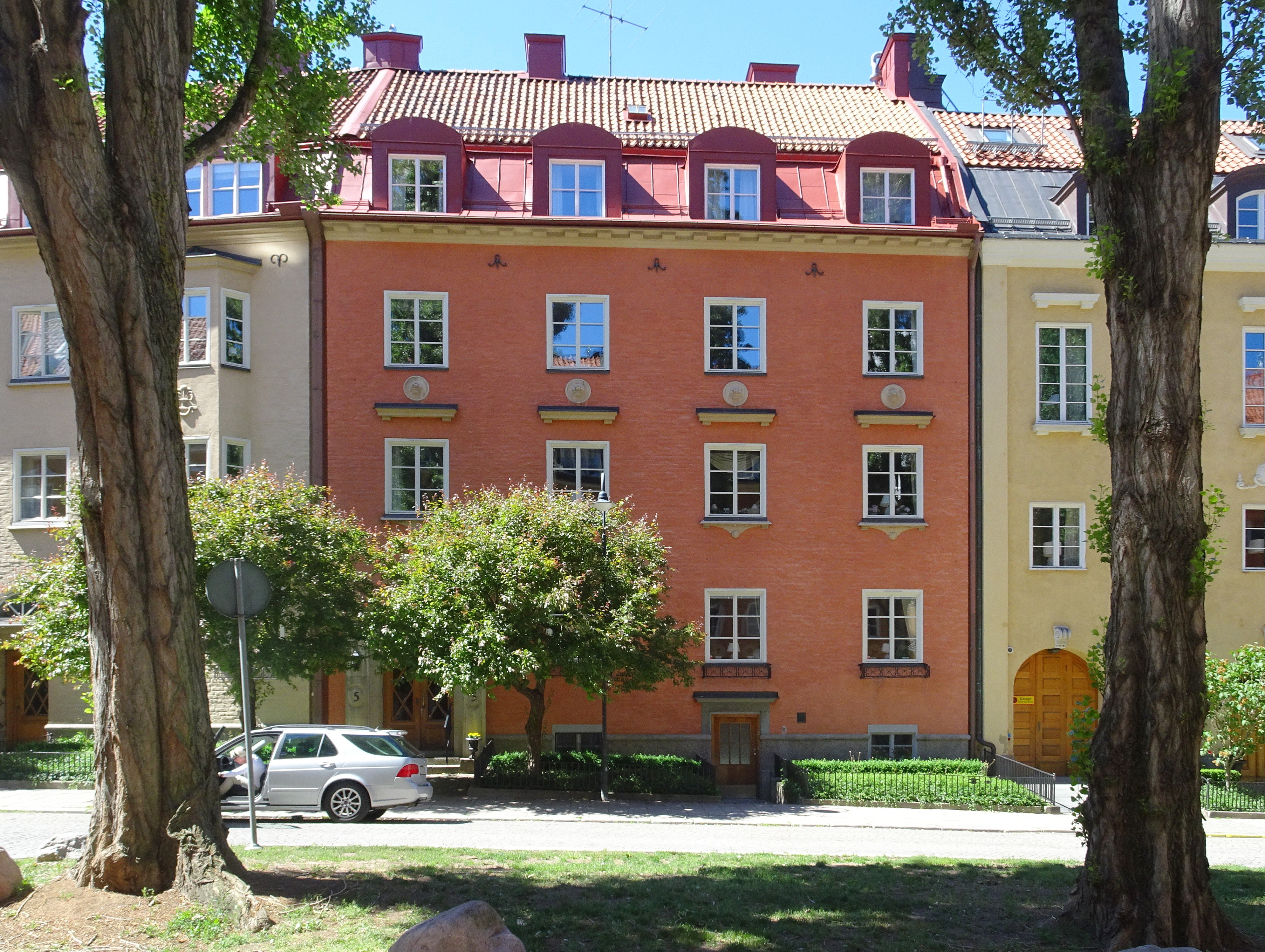
Musketören 5 (Tysta gatan 5).
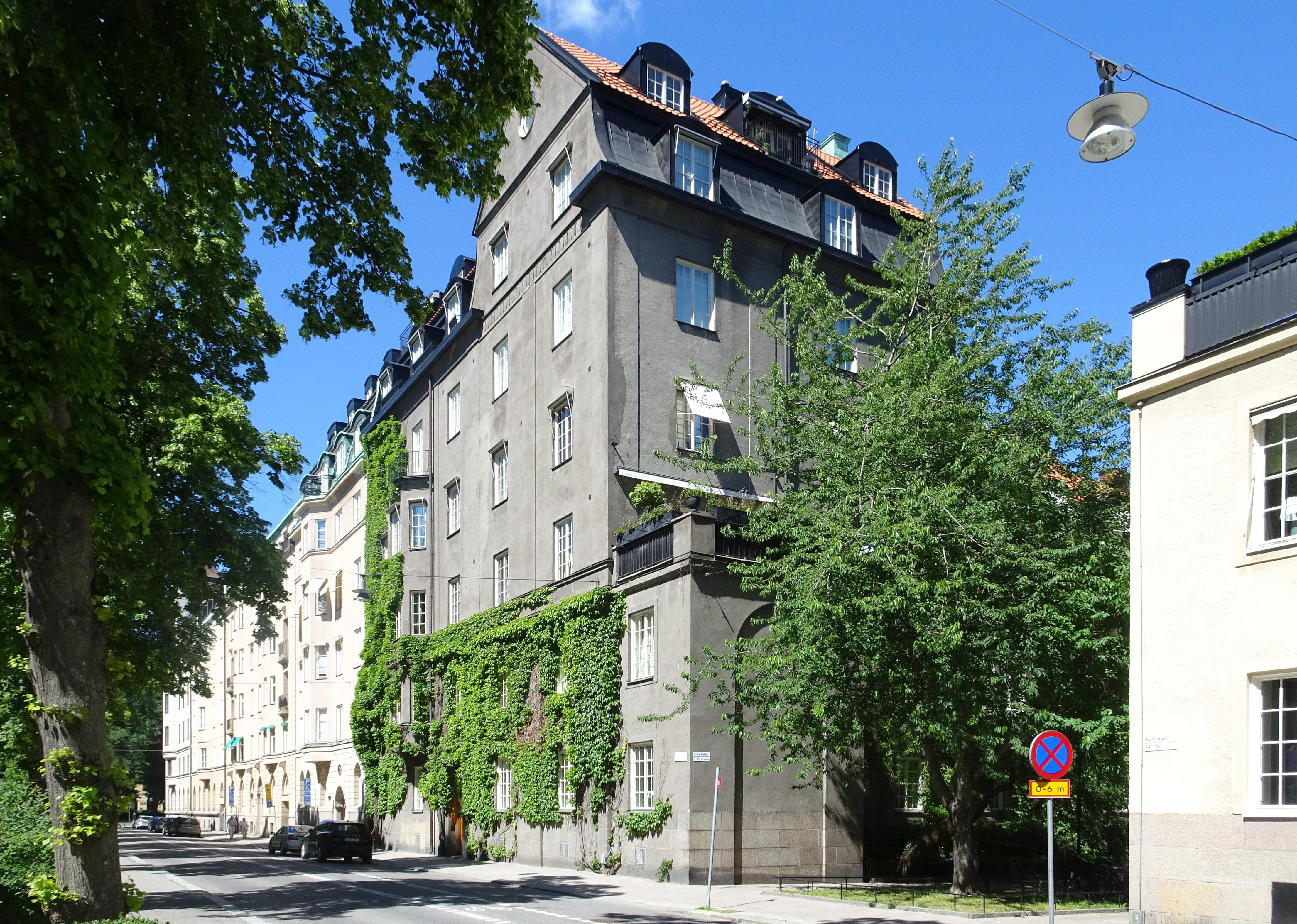
Musketören 6 (Karlavägen 97).
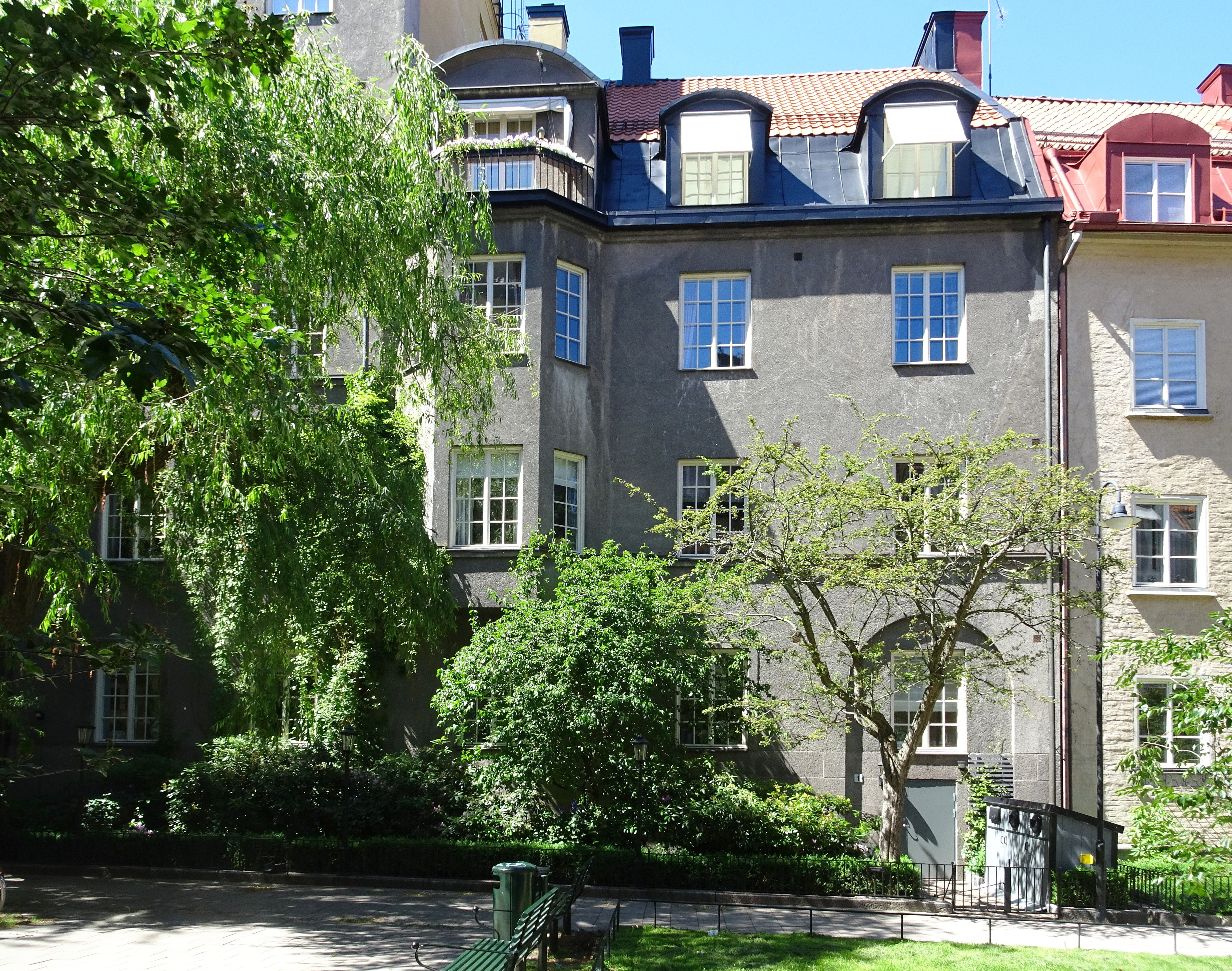
Musketören 6 (Tysta gatan 1).
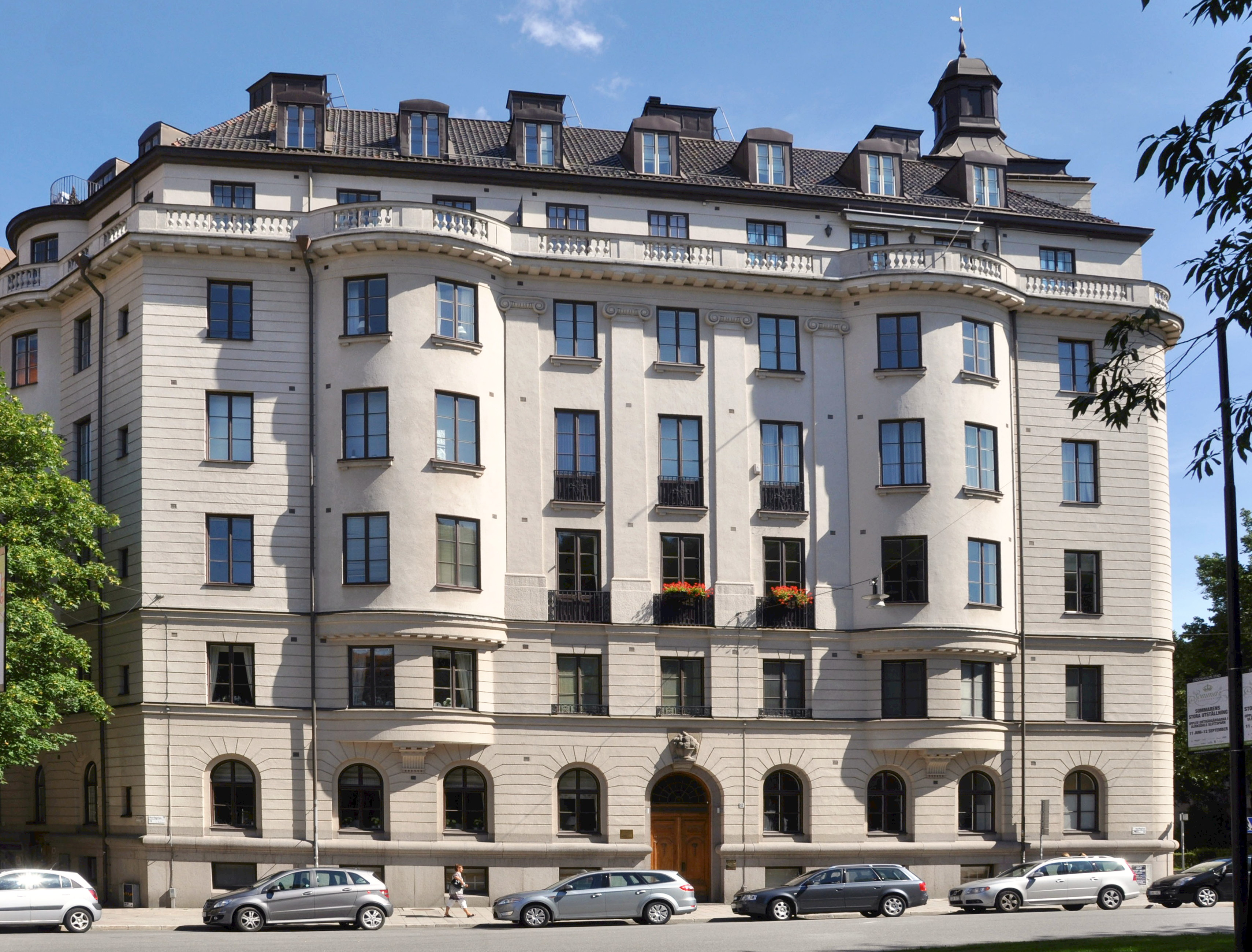
Musketören 10 (Karlaplan 12).